# إسحاق فيلشتينسكي
إسحاق مويسييفتش فيلشتينسكي (الروسية Исаак Моисеевич Фильштинский) (ولد 1918) مؤرخ وباحث أدبي ومستشرق ومستعرب كرس حياته العلمية لدراسة تاريخ الأدب العربي وتأريخ العرب والخلفاء في العصر الأموي والعباسي. كما ترجم العديد من الملفات والأعمال الأدبية العربية منها أعمال الجبرتي والتنوخي وسيرة عنتر ولزوميات المعري. ويعتبر كتابه «تأريخ الأدب العربي» المرجع الرئيسي لجميع دارسي الأدب العربي في روسيا.
ولد فيلشتينسكي في خاركوف في أوكرانيا في عام 1918. وفي عام 1941 تخرج من قسم الآثار في كلية التأريخ بمعهد الفلسفة والأدب والتأريخ بموسكو ومن ثم في عام 1946 تخرج من المعهد العسكري للغات الأجنبية. وقد اعتقل في عام 1949 لأسباب سياسية بتبليغ من أحد زملائه ودخل معسكرات الاعتقال الستالينية. وبعد الأفراج عنه التحق أولا بالعمل في مكتبة اللغات الأجنبية بموسكو وفي عام 1958 بدأ العمل بمعهد الاستشراق في موسكو وفي عام 1962 بدأ بدعوة من رفيقه المستعرب ألكسندر كوڤاليوڤ بإلقاء المحاضرات في معهد اللغات الشرقية (معهد بلدان آسيا وأفريقيا حاليا) التابع لجامعة موسكو. وفي عام 1994 ناقش رسالة الدكتوراة بعنوان«الوظائف الاجتماعية والثقافية لعلم الكلام في المجتمع العربي الإسلامي في القرون الوسيطة».
ويتناول فيلشتينسكي في كتابه «تأريخ الأدب العربي» الفترة من القرن العاشر وحتى القرن الثامن عشر الميلادي. وكرس بعض أبواب الكتاب إلى الشعراء البارزين مثل المتنبي والمعري ورسائل الكتاب ومختلف أصناف الأدب العربي ومقامات الهمذاني والحريري. كما كرس أبوابا خاصة إلى الأدب الصوفي ممثلا بابن العربي وابن الفارض وإلى الشعراء والناثرين في العصور المتأخرة والنقد الأدبي والقصة والحكايات الشعبية -«سيرة عنتر» و«سيرة سيف» وغيرها.
توفي إسحاق فيلشتينسكي بموسكو في 18/أكتوبر/2013م، عن عمر ناهز 96 عاماً.
وقد أجرت قناة (روسيا اليوم) لقاءً معه في برنامج «رحلة في الذاكرة» يتحدث فيه عن حادثة اعتقاله ومجرياتها وما شاهده حتى خروجه من المعتقل، وهو على موقع يوتيوب بعنوان: المعتقلات الستالينية بأعين مستعرب يهودي.

## مؤلفاته
- «مقالات في الثقافة العربية المسلمة، في القرون 7-12.» (Wiley, 1971, with Betsy Shidfar, was born in 1928)
- «تاريخ الأدب العربي V - early X century.» (Wiley, 1985)
- «تاريخ الأدب العربي، القرون العاشر إلى الثامن عشر.» (Wiley, 1991)
- «تاريخ العرب والخلافة، 750-1517 years.» (Wiley, 2001)
- "الخلافة في العصر الأموي (Moscow, 2005)

وأصدر في عام 1999 كتابا يتضمن ذكرياته عن الحياة في معسكر الاعتقال في أرخانگلسك وهو ليس من أعمال الاستشراق بل من باب الإبداع الأدبي وكتب بأسلوب شيق.